# Archamia buruensis
Archamia buruensis е вид бодлоперка от семейство Apogonidae. Видът е незастрашен от изчезване.

## Разпространение и местообитание
Разпространен е в Индонезия, Палау, Папуа Нова Гвинея, Провинции в КНР, Соломонови острови, Тайван, Фиджи и Филипини (Санта Крус).
Среща се на дълбочина от 1 до 2 m.

## Описание
На дължина достигат до 7,5 cm.